# Турнетреск
Турнетреск (швед. Torneträsk, северносаам. Duortnosjávri, фин. Torniojärvi) — озеро в шведской Лапландии, в коммуне Кируна лена Норрботтен.
Обладая площадью в 332 км², Турнетреск является седьмым по величине и вторым по глубине озером Швеции, а также крупнейшим горным озером Скандинавии.
Образованное остатками ледника, озеро обычно покрыто льдом с декабря по середину июня. Берега озера местами заболочены. Летом солнце не заходит здесь ровно месяц — с 13 июня по 13 июля. Крупнейшим притоком является Абискуйок, вытекает река Турнеэльвен. Объём воды — 17,1 км³. Площадь водосборного бассейна — 3346 км². Высота над уровнем моря — 341 м.

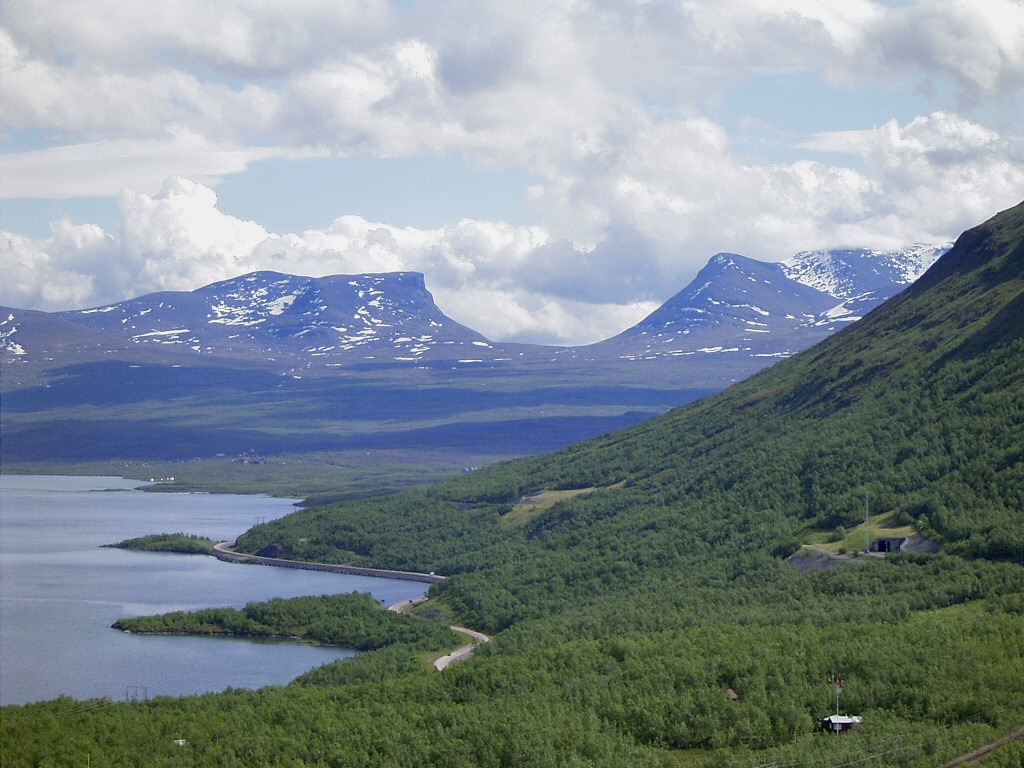
Юго-западное побережье озера

Вдоль южного побережья озера проходит европейский автомобильный маршрут E10 и железнодорожная ветка Мальмбанан (Нарвик—Лулео). На юго-западе озера находится национальный парк Абиску, на западе — города Абиску и Бьорклиден. Северное побережье озера практически не исследовано.

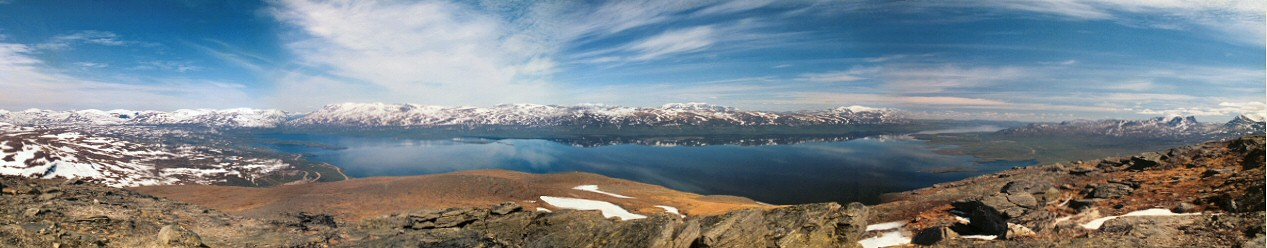
Вид на Турнетреск с вершины Нуолы

От Абиску в южном направлении проложена туристская тропа Кунгследен («королевская») протяжённостью 430 км.